# Los Zorros
Los Zorros är en badort och en comarca i kommunen El Viejo i västra Nicaragua. Den ligger i naturreservatet Estero Padre Ramos vid Stillahavskusten mellan de närliggande badorterna Padre Ramos och Jiquilillo. Comarcan har 321 invånare (2005).

## Aktiviteter
Väster on Los Zorros sträcker sig en lång fin sandstrand med utmärkta badmöjligheter. På östra sidan ligger Padre Ramos estuariet med Mangroveskogar och ett rikt fågelliv som bäst upplevs med kayak.